# Kalliphón
Kalliphón (i. e. 2. század) görög filozófus.

## Élete
Peripatetikus filozófus volt, aki a Sztoa szigorú tanait az epikureizmus nemesebb irányú élvezettanával egyeztetni törekedett. Cicero nem értett egyet vele. Korra nézve valamivel fiatalabb volt Karneadésznél.